# Samuel Oppenheimer
Samuel Oppenheimer, nemško-judovski bankir, dvorni Jud in diplomat, * 1630, Heidelberg, † 3. maj 1703, Dunaj.